# Volkan Şen
Volkan Şen [volkan šen] (* 7. července 1987, Bursa, Turecko) je turecký fotbalový útočník a reprezentant. Od roku 2015 hraje v tureckém klubu Fenerbahçe SK.

## Reprezentační kariéra
Volkan Şen nastupoval za turecký mládežnický výběr U21.
V A-týmu Turecka debutoval 3. 3. 2010 v přátelském utkání v Istanbulu proti týmu Hondurasu (výhra 2:0).